# Písek (district de Frýdek-Místek)
Pour les articles homonymes, voir Písek (homonymie).
Písek (en polonais : Piosek ; en allemand : Piosek) est une commune du district de Frýdek-Místek, dans la région de Moravie-Silésie, en République tchèque. Sa population s'élevait à 1 884 habitants en 2021.

## Géographie
Písek se trouve à 4 km au sud-est de Jablunkov, à 35 km à l'est-sud-est de Frýdek-Místek, à 49 km au sud-est d'Ostrava et à 319 km à l'est-sud-est de Prague.

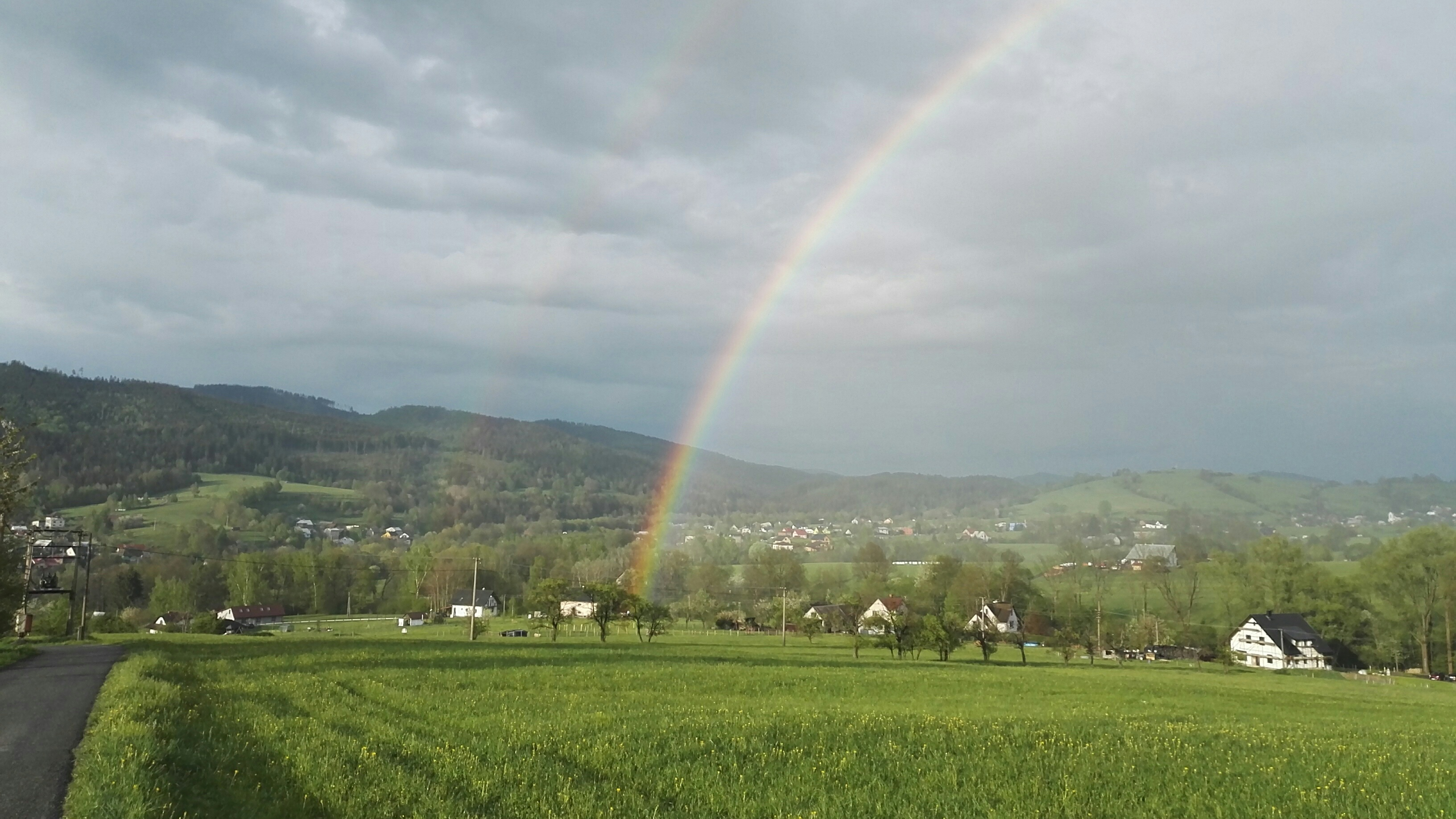
Arc-en-ciel sur Písek.

La commune est limitée par Návsí au nord, par la Pologne à l'est, par Bukovec à l'est et au sud, et par Mosty u Jablunkova, Jablunkov et Písečná à l'ouest.

## Histoire
La première mention écrite de la localité date de 1466.

## Transports
Par la route, Písek se trouve à 18 km de Třinec, à 41 km de Frýdek-Místek, à 62 km d'Ostrava et à 402 km de Prague.